# El Palmar, Papantla
El Palmar är en ort i Mexiko.   Den ligger i kommunen Papantla och delstaten Veracruz, i den sydöstra delen av landet, 210 km nordost om huvudstaden Mexico City. El Palmar ligger 119 meter över havet och antalet invånare är 202.
Terrängen runt El Palmar är platt. Runt El Palmar är det ganska tätbefolkat, med 72 invånare per kvadratkilometer. Närmaste större samhälle är Poza Rica de Hidalgo, 13,3 km nordväst om El Palmar. Omgivningarna runt El Palmar är en mosaik av jordbruksmark och naturlig växtlighet.